# Elina Luukanen
Marja Elina Luukanen, född 7 mars 1941 i Helsingfors, är en finländsk grafiker. 
Luukanen studerade 1961–1964 vid Tekniska högskolan i Helsingfors (arkitekturavdelningen), 1965–1970 vid Helsingfors universitet, där hon avlade humanistisk kandidatexamen 1970, samt 1970–1974 vid Konstindustriella högskolan. Hon bedrev fortsatta studier på grafikens område med Pentti Kaskipuro och sin mor, Lea Ignatius som lärare. Hon ställde ut första gången 1971. 
Luukanen tecknade i början figurer, men blev senare känd för sina rofyllda och förfinade landskap och interiörer i etsningar och akvatinta, som hon utvecklat på ett mästerligt sätt. Hon övergick 1975 till färggrafik efter att ha gått i en kurs i Aukusti Tuhkas skola. Hennes färger har alltid varit mycket sparsamma och dämpade, vanligen endast bruna och blå toner. Motiven har ofta bestått av tomma bibliotekssalar, trappuppgångar, interiörer med bord, stolar och bokhyllor och utsikter genom öppnade dörrar. Luukanen har aktivt medverkat i olika konstnärsorganisationer och tillhört Kaskipuros skola. Hon tilldelades Pro Finlandia-medaljen 1988.